# Eucalyptus dumosa
Espèce
Classification phylogénétique
Répartition géographique
Eucalyptus dumosa est une espèce de plantes à fleurs du genre Eucalyptus et de la famille des Myrtaceae. C'est un arbre de type mallee (dumosus signifie en forme de buisson et son nom anglais est white mallee) des régions sèches du sud-est de l'Australie (voir carte de distribution).
C'est un arbre vivace pouvant atteindre 7 m de haut.
L'écorce est lisse, blanchâtre ou blanc-jaune devenant grise ou gris rosé en vieillissant. Par contre sur les vieilles branches, l'écorce devient fibreuse et d'un gris brun.
Les feuilles sont pédonculées, alternes, lancéolées, mesurant 10 cm de long sur 2 de large, unies, vert foncé ou gris-vert.
Les grappes de fleurs blanches hermaphrodites apparaissent à la fin de l'été ou au milieu de l'automne.
Les racines et la manne sont comestibles, les huiles sont très toxiques.

## Répartition
On trouve l'espèce en Australie-Méridionale, au centre-ouest de la Nouvelle-Galles du Sud et au nord-ouest du Victoria.